# Paweł Sito
Paweł Sito (ur. 24 lipca 1965 w Warszawie) – polski dziennikarz radiowy, prasowy i telewizyjny.

## Życiorys
W drugiej połowie lat 80. współpracował z Polskim Radiem, współtworząc audycje: Krajowa Scena Młodzieżowa, Lista Przebojów Programu Trzeciego (w latach 1987–1997, jako „druh zastępowy” poprowadził jej 14 wydań), Muzyka nocą (radiowa Jedynka). W latach 1984–1991 w radiowej Czwórce prowadził Listę Przebojów Rozgłośni Harcerskiej.
W 1990 pełnił funkcję rzecznika prasowego Ministerstwa Edukacji Narodowej w rządzie Tadeusza Mazowieckiego. W latach 1992–1995 był dziennikarzem Radia Wolna Europa.
W latach 1995–1998 był szefem promocji w wydawnictwie fonograficznym Koch i dziennikarzem kanału TVP Tylko Muzyka. Od 1998 do 2001 pełnił funkcję dyrektora programowego Radiostacji, a w latach 2001–2003 szefa działu rozrywki w „Przekroju”. W 2003 pełnił funkcję dyrektora programowego kanału telewizyjnego Kino Polska, następnie do 2005 dyrektora programowego i producenta w telewizji 4fun.tv. W 2005 był dyrektorem i redaktorem naczelnym Radia Bis, zaś dla TVP tworzył programy Kinoffkino w TVP Kultura i O! w TVP3. W latach 2006–2007 pełnił funkcję redaktora naczelnego miesięcznika „Lans”, następnie w latach 2008–2010 prezesa Fundacji Nowe Media. W latach 2012–2016 prowadził audycje w Tok FM: w niedzielę Transformację, a we wtorek Muzyczne sito.
Od stycznia 2016 był dziennikarzem reo.pl a od stycznia 2018 do czerwca 2019 redaktorem naczelnym reo.pl. Od 23 marca 2020 jest dyrektorem programowym Radiospacji.
Syn poety i tłumacza Jerzego S. Sity. Jego bratem jest historyk sztuki Jakub Sito.
Laureat nagród Media Trendy i Machiner.